# Personaggio alternativo
Personaggio alternativo (alternate character), a cui ci si riferisce anche con "alt" o "alt char", è un termine utilizzato principalmente nei videogiochi di tipo MUD e MMORPG.
Un personaggio alternativo è un personaggio che il giocatore crea in aggiunta al suo personaggio primario. Solitamente la connessione tra i due personaggi è resa pubblica (a volte come regola dei server a cui ci si collega), ma molti giocatori tentano ugualmente di tenerla segreta.
Questi personaggi sono utilizzati principalmente a scopi direttamente connessi alla meccanica di gioco dei giochi di ruolo, ad esempio per saggiare tutte le abilità e tutte le possibili combinazioni tra oggetti, materiali, equipaggiamenti, ecc. Può essere utilizzato un alternate character anche per ripercorrere livelli che magari con il personaggio primario non è più possibile visitare.
I videogiochi non permettono la creazione di questi personaggi soltanto quando ci sono limitazioni nelle risorse o quando gli utenti li utilizzano ad esempio per barare. Le regole tipiche di creazione includono:
1. Il giocatore può creare un numero limitato di personaggi.
2. Si può accedere soltanto con un personaggio alla volta.
3. I propri personaggi non possono interagire tra loro.
4. Non si possono creare personaggi alternativi per spiare in segreto altre fazioni.